# 영상앨범 산
《영상앨범 산》은 KBS 2TV에서 매주 일요일 오전 6시 55분에 방송 중인 교양 프로그램이다.

## 기획 의도
전문 산악인이 아니어도 누구나 쉽게 오를 수 있는 국내외의 명산을 찾아 자연이 주는 아름다움을 느껴보고 산과 더불어 사랑가는 사람들의 다양한 모습을 보여주는 시사교양 프로그램이다.

## 방송 시간
| 방송 채널 | 방송 기간                          | 방송 시간                            |
| --------- | ---------------------------------- | ------------------------------------ |
| KBS 1TV   | 2005년 1월 2일 ~ 2005년 12월 25일  | 매주 일요일 밤 12시 ~ 12시 30분      |
| KBS 1TV   | 2006년 1월 1일 ~ 2006년 6월 25일   | 매주 일요일 밤 11시 45분 ~ 12시 15분 |
| KBS 1TV   | 2006년 7월 2일 ~ 2006년 12월 24일  | 매주 일요일 아침 7시 10분 ~ 7시 30분 |
| KBS 1TV   | 2009년 7월 5일 ~ 2010년 6월 27일   | 매주 일요일 아침 7시 10분 ~ 7시 30분 |
| KBS 1TV   | 2007년 1월 5일 ~ 2007년 6월 29일   | 매주 금요일 밤 12시 30분 ~ 1시 15분  |
| KBS 1TV   | 2007년 7월 1일 ~ 2008년 6월 30일   | 매주 일요일 아침 7시 10분 ~ 7시 45분 |
| KBS 1TV   | 2008년 7월 7일 ~ 2009년 6월 28일   | 매주 일요일 아침 7시 30분 ~ 8시      |
| KBS 1TV   | 2010년 7월 4일 ~ 2010년 12월 26일  | 매주 일요일 아침 7시 15분 ~ 8시      |
| KBS 2TV   | 2011년 1월 2일 ~ 2012년 6월 25일   | 매주 일요일 아침 7시 45분 ~ 8시 15분 |
| KBS 2TV   | 2012년 7월 2일 ~ 2014년 12월 28일  | 매주 일요일 아침 7시 45분 ~ 8시 15분 |
| KBS 2TV   | 2017년 7월 2일 ~ 2017년 12월 3일   | 매주 일요일 아침 7시 45분 ~ 8시 15분 |
| KBS 2TV   | 2015년 1월 4일 ~ 2015년 6월 28일   | 매주 일요일 아침 7시 15분 ~ 7시 45분 |
| KBS 2TV   | 2016년 1월 3일 ~ 2016년 6월 27일   | 매주 일요일 아침 7시 30분 ~ 7시 50분 |
| KBS 2TV   | 2016년 7월 4일 ~ 2016년 12월 26일  | 매주 일요일 아침 7시 30분 ~ 7시 50분 |
| KBS 2TV   | 2015년 7월 5일 ~ 2015년 12월 27일  | 매주 일요일 아침 7시 30분 ~ 8시      |
| KBS 2TV   | 2017년 1월 1일 ~ 2017년 6월 25일   | 매주 일요일 아침 7시 15분 ~ 7시 45분 |
| KBS 2TV   | 2017년 12월 10일 ~ 2025년 5월 18일 | 매주 일요일 아침 7시 40분 ~ 8시 10분 |
| KBS 2TV   | 2025년 5월 25일 ~ 현재             | 매주 일요일 아침 6시 55분 ~ 7시 25분 |

## 제작진
2023년 4월 16일부터
- 책임프로듀서: 심하원
- 프로듀서: 황범하
- 종합편집: 이수은
- 사운드마스터: 박호철
- 음악: 손지명
- 음향효과: 이경신
- 문자그래픽디자인: 박은실
- 행정: 이지혜
- FD: 고혜빈
- 촬영협조: 국방부/국립산림과학원, 난대·아열대산림연구소
- 드론촬영: 프로라인알파
- 서브작가: 김해진, 김수아
- 글: 강지연
- 조연출: 곽신혁, 전지훈
- 촬영·연출: 김우성, 김석원
- 기획: KBS
- 제작: 프로라인ONTV

## 같이 보기
- 트레킹노트 세상을 걷다